# Centro Olímpico de Voleibol de Faliro

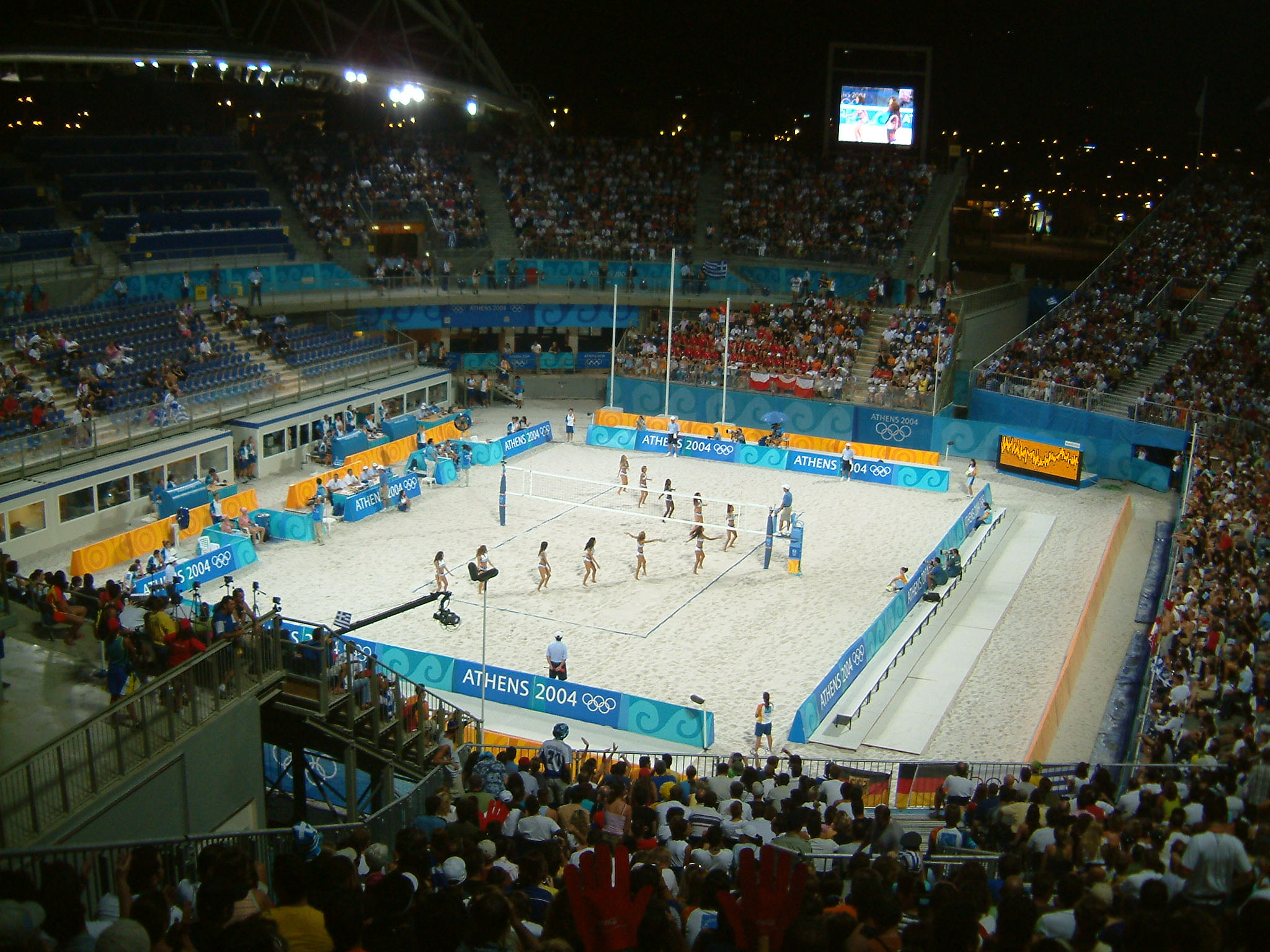
El estadio durante las 2004 olimpiadas

El Centro Olímpico de Voleibol de Faliro es un estadio en el Complejo Olímpico Deportivo de Faliro que fue sede de las competiciones de voleibol durante los Juegos Olímpicos de 2004 en Atenas, Grecia. El estadio tiene capacidad para un total de 9.600 personas, aunque el aforo se limitó a 7.300 durante los Juegos Olímpicos. El estadio fue inaugurado oficialmente el 2 de agosto de 2004, unas semanas antes de los Juegos Olímpicos, aunque se llevaron a cabo eventos de prueba en el lugar un año antes. En agosto de 2014, el lugar se encontraba en desuso y estaba cubierto de plantas.
El 8 de mayo de 2016, el Consejo de los Helenos aprobó una ley por la cual el edificio pasó a manos del Ministerio de Justicia. Se propuso que el estadio se convirtiera en unos juzgados.